# 広丘村
広丘村（ひろおかむら）は長野県東筑摩郡にあった村。
現在の塩尻市の広丘を冠する各大字にあたる。

## 地理
- 河川：奈良井川、田川

## 歴史
- 1874年（明治7年）10月23日 - 筑摩県筑摩郡村井町村・吉田村・野村・高出村・郷原町村・堅石町村・原新田村・小屋村が合併して広丘村となる。
- 1876年（明治9年）8月21日 - 長野県の所属となる。
- 1878年（明治11年）1月4日 - 郡区町村編制法の施行により、東筑摩郡の所属となる。
- 1889年（明治22年）4月1日 - 町村制の施行により、広丘村が単独で自治体を形成。
- 1947年（昭和22年）10月14日 - 昭和天皇の戦後巡幸。村内のヤギ飼育農家を視察[1]。
- 1959年（昭和34年）4月1日 - 塩尻町・片丘村・宗賀村・筑摩地村と合併して塩尻市が発足。同日広丘村廃止。

## 交通

### 鉄道路線
- 日本国有鉄道
  - 篠ノ井線
    - 広丘駅

### 道路
- 国道19号

現在は旧村域に長野自動車道の塩尻北インターチェンジが所在するが、当時は未開通。